# Krueng Kelee
Krueng Kelee is een bestuurslaag in het regentschap Aceh Selatan van de provincie Atjeh, Indonesië. Krueng Kelee telt 644 inwoners (volkstelling 2010).